# Hilfsarbeitskraft
Hilfsarbeitskraft, Aushilfskraft, Ungelernter, Hilfsarbeiter, Gehilfe oder Helfer, historisch Handlungsdiener oder Spannmann, bildungsstatistisch Geringqualifizierter, ist eine Berufsbezeichnung für eine Arbeitskraft ohne (branchenspezifische) Berufsausbildung, die Hilfstätigkeiten verrichtet. Sie stellt die niedrigste berufliche Klasse nach Berufbildungsabschluss dar.

## Geschichte
Der Begriff des Hilfsarbeiters im Speziellen entwickelt sich erst in der Industriellen Revolution, während man vorher nur von Handlanger für Gelegenheits-Hilfskräfte sprach, sonst aber in den strengen Zunftordnungen kein Platz für Ungelernte war. Im hauswirtschaftlichen Bereich einschließlich Landwirtschaft sprach man von Gesinde für alle Hilfskräfte. Der Handlungsgehilfe entwickelt sich im kaufmännischen Sektor.
Da es keine Regelung – und damit auch keine Rechtsschutz – für Ungelernte gab, trat hier die tatsächliche Ausbeutung der Arbeiterschaft, die dann die Entwicklung des Sozialismus hervorrief, besonders stark hervor. So wurde dann beispielsweise erst in der nachrevolutionären österreichischen Gewerbeordnung 1859 – die bis heute gültig ist – der Begriff des Hilfsarbeiters bzw. des gewerbliches Hilfspersonals nicht nur definiert, sondern auch Rechte und Pflichten im „Verhältnisse zwischen den selbstständigen Gewerbetreibenden und ihren Hilfsarbeitern“ festgesetzt. Danach umfasst der Begriff im Besonderen:
a) Gehilfen (Handlungsgehilfen, Gesellen, Kellner, Kutscher bei Fuhrgewerben und dergl.);
b) Fabriksarbeiter;
c) Lehrlinge;
d) jene Arbeitspersonen, welche zu untergeordneten Hilfsdiensten beim Gewerbe verwendet werden

## „Hilfsarbeiter“ im höheren Dienst
Früher verwendete man den Ausdruck auch für einen wissenschaftlichen Mitarbeiter, eine wissenschaftliche Hilfskraft, eine studentische Hilfskraft an einer Hochschule, juristische Hilfsarbeiter an obersten Bundesgerichten (einschließlich Bundesverfassungsgericht), z. B. Wissenschaftliche Hilfskraft (BGH) in Deutschland oder in der deutschen Bundesanwaltschaft.
Bei Behörden wurde die Bezeichnung für Angehörige des höheren Justiz- und Verwaltungsdienstes verwendet, die zur Vorbereitung ihrer Beförderung bei übergeordneten Behörden erprobt wurden (etwa in Deutschland 3. Staatsexamen bei Richtern und höheren Verwaltungsbeamten).
In Preußen und dem Deutschen Reich war „Hilfsarbeiter“ die Amtsbezeichnung für probeweise auf einem höheren Dienstposten oder zur Unterstützung eines planmäßigen Referenten oder Abteilungsleiters verwendeten Verwaltungsbeamten im Höheren Dienst.
Alle diese Berufsfunktionen fallen heute nicht mehr unter den Begriff „Arbeiter“ und die genannten Berufe nicht mehr unter den Begriff der „Hilfsberufe“. Dasselbe gilt für die Personen, die in Ausbildung stehen, oder facheinschlägige Praktikanten.

## Heutige Begriffe
Heute versteht man bildungswissenschaftlich:
- unter Geringqualifizierter jeden Arbeitnehmer, der keinen Berufsabschluss hat (also auch Ausbildungsabbrecher)
- unter Ungelernter speziell Menschen, die nur mit ISCED-Level 1, 2, 3A, 3C (Primarbildung, Sekundarbildung) abgeschlossen haben, aber keinerlei Beruf gelernt haben

Da bei Bildungsstatistiken die innerbetriebliche Aus- und Weiterbildung (On-the-Job-Berufsbildung) nicht erfasst wird, spricht man in diesem Zusammenhang von formal gering qualifiziert – darunter können auch Gutverdiener fallen (vgl. Self-made man).
Als berufliche Funktion:
- unter Hilfsarbeitskraft Personen ohne fachliche Vorbildung, die innerbetrieblich angelernt werden. Diese Berufe sind heute – zumindest in den Industrienationen – allesamt kollektivvertraglich mit einem Mindestlohn festgesetzt, und in der Sozialversicherung den anderen Berufen gleichgestellt[3]
- unter Aushilfstätigkeiten Arbeitsverhältnisse, in denen Ungelernte oder Hilfsarbeitskräfte tätig sind, oft befristet, und oft ohne jegliche bzw. nur marginaler innerbetrieblicher Ausbildung (etwa insbesondere bei Leiharbeit)
- unter Produktionshelfer Hilfsarbeiter, die im automatisierten Herstellungsprozess tätig sind.
- unter Tagesaushilfe Personen, die je nach Tagesbedarf vom Arbeitgeber eingesetzt werden, z. B. als Wochenendaushilfe in der Gastronomie. Bei Verträgen mit Tagesaushilfen ist zwischen der Rahmenvereinbarung für künftige Arbeitseinsätze und dem befristeten Arbeitsvertrag für die Tagesarbeit zu unterscheiden, denn eine Tagesaushilfe steht nicht bereits auf Grund der mit ihr abgeschlossenen Rahmenvereinbarung in einem dauerhaften Arbeitsverhältnis zum Arbeitgeber (vgl. BAG, 31. Juli 2002 – 7 AZR 181/01).[4]

Moderne Stichwörter in diesem Zusammenhang sind Niedriglohn, Minijob und McJob.

## Heutige nationale Berufsbezeichnungen
- Deutschland: Anlernberufe
- Österreich: Hilfsberufe und Aushilfskräfte (Berufe mit Kurzausbildung)
- Schweiz: ungelernte/r Arbeiter/in und angelernte/r Arbeiter/in in anerkanntem Anlernberuf

## Gering Qualifizierte im europäischen Vergleich
| Land             | ISCED 1–3 ohne Zuordnung      | ISCED 3B, 3C lang, 4 | ISCED 3A                  | ISCED 5B                    | ISCED 5A, 6            |
| ---------------- | ----------------------------- | -------------------- | ------------------------- | --------------------------- | ---------------------- |
|                  | (formal gering Qualifizierte) | (Berufs- abschluss)  | (allgemein- bildender A.) | (Berufs- qualifikation) (1) | (Hochschul- abschluss) |
| Belgien          | 35                            | 10                   | 24                        | 17                          | 13                     |
| Dänemark         | 18                            | 45                   | 05                        | 08                          | 20                     |
| Deutschland      | 16                            | 56                   | 02                        | 10                          | 15                     |
| Frankreich       | 35                            | 31                   | 10                        | 10                          | 14                     |
| Finnland         | 23                            | 0                    | 43                        | 17                          | 17                     |
| Irland           | 37                            | 10                   | 24                        | 11                          | 17                     |
| Italien          | 52                            | 09                   | 28                        | –                           | 11                     |
| Luxemburg        | 37                            | 24                   | 15                        | 09                          | 13                     |
| Niederlande      | 29                            | 20                   | 22                        | 02                          | 26                     |
| Norwegen         | 11                            | 44                   | 12                        | 02                          | 30                     |
| Österreich       | 20                            | 56                   | 06                        | 09                          | 09                     |
| Polen            | 50                            | 04                   | 31                        | –                           | 16                     |
| Portugal         | 75                            | 01                   | 12                        | –                           | 13                     |
| Schweiz          | 17                            | 48                   | 06                        | 10                          | 18                     |
| Slowakei         | 16                            | 36                   | 36                        | 01                          | 12                     |
| Spanien          | 55                            | 06                   | 12                        | 07                          | 19                     |
| Schweden         | 17                            | 0                    | 48                        | 15                          | 19                     |
| Tschechien       | 11                            | 43                   | 33                        | –                           | 12                     |
| Vereinigtes Kgr. | 35                            | 21                   | 15                        | 09                          | 20                     |

Quelle: OECD, Stand 2004.
(1) tertiäre, nicht hochschulische Bildung
Nicht erfasst sind in solchen ISCED-Beurteilungen über die Berufsqualifikation Personen, die sich innerberuflich weiterbilden (On-the-job-Bildung), sie stellen nur die Rolle des Schulsystems in der Bildungsqualifikation dar.